# Prövenholz
Koordinaten: 51° 35′ 57″ N, 8° 30′ 20″ O
Das Naturschutzgebiet Prövenholz liegt auf dem Gebiet der Stadt Geseke im Kreis Soest in Nordrhein-Westfalen.

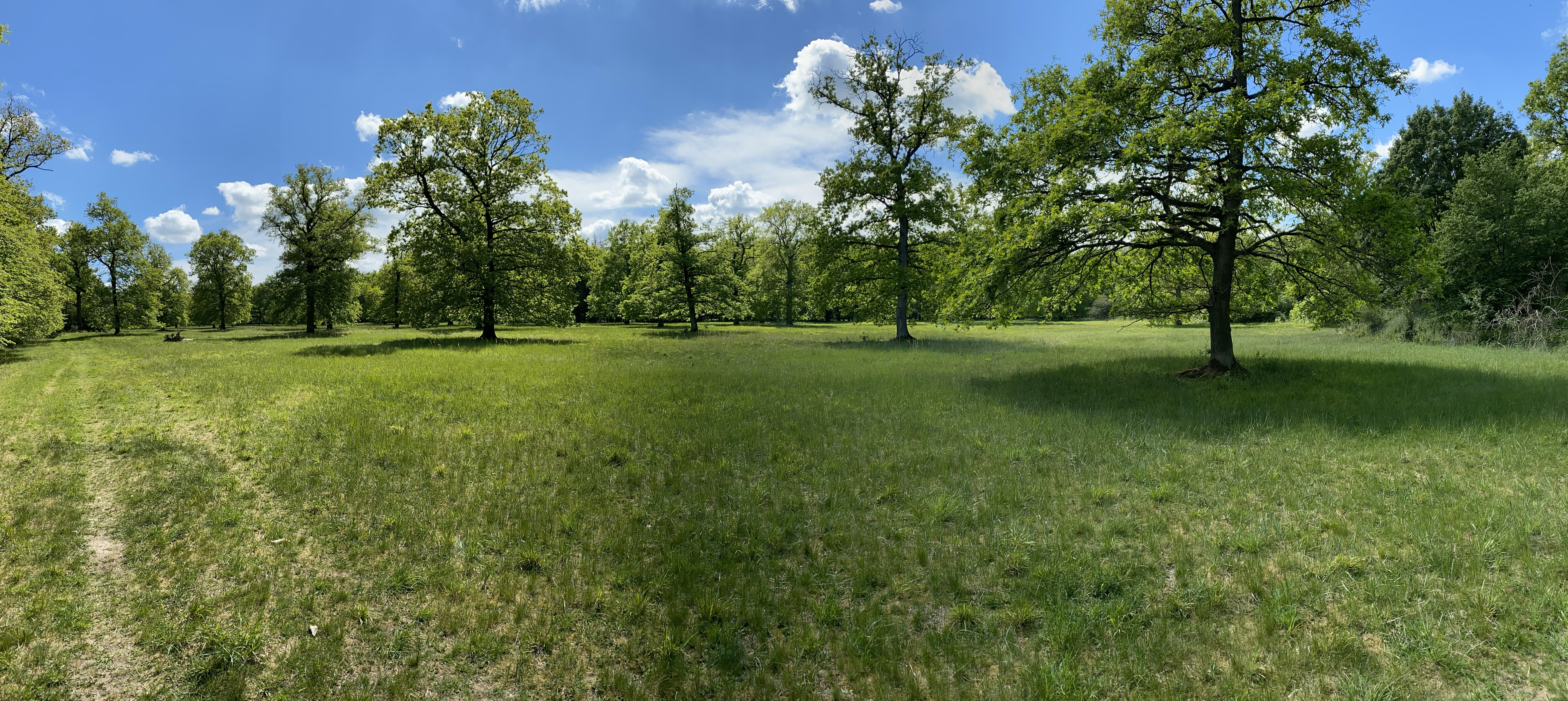
Prövenholz – Wiese mit freistehenden Eichen

Das Gebiet erstreckt sich südlich der Kernstadt Geseke und am nordwestlichen Ortsrand von Steinhausen, einem Ortsteil der Stadt Büren. Es liegt nördlich und südlich der A 44, östlich verläuft die Landesstraße L 549.

## Bedeutung
Für Geseke ist seit 1990 ein 142,23 ha großes Gebiet unter der Schlüsselnummer SO-024 als Naturschutzgebiet ausgewiesen.